# Вагнер, Роберт Генрих
Роберт Генрих Вагнер (нем. Robert Heinrich Wagner, при рождении Роберт Генрих Бакфиш (Robert Heinrich Backfisch)); 13 октября 1895 года, Линдах у Эбербаха на Неккаре, Вюртемберг, Германская империя — 14 августа 1946 года, форт Ней севернее Страсбурга, Франция), партийный и государственный деятель эпохи «нацистской Германии», гаулейтер (25 марта 1925 — 8 мая 1945) и рейхсштатгальтер (5 мая 1933 года — 8 мая 1945) Бадена, шеф гражданского управления оккупированного Эльзаса (2 августа 1940 года — 8 мая 1945), обергруппенфюрер НСКК.

## Биография
Роберт Вагнер был вторым из пятерых детей в крестьянской семье Иоганна Петера Бакфиша и его жены Катарины. Семья была евангелическая. Тем не менее, став взрослым, он вышел из евангелической церкви и начиная с конца 1930 годов обозначал себя только как «верующий в Бога» («gottgläubig»). После учёбы в народной школе с 1910 году Роберт Вагнер три года обучался на учительских курсах в Гейдельберге, после чего поступил в Гейдельбергский педагогический институт.
С началом Первой мировой войны Роберт Вагнер прекратил своё обучение в Гейдельберге и пошёл добровольцем на фронт. С 1914 по 1918 год он воевал во Фландрии, участвовал в Битве при Вердене, в Битве на Сомме, в Битве под Лоретто, был командиром роты 110-го пехотного полка, в конце войны получил звание лейтенанта. За боевые отличия награждён Железным крестом 1-го и 2-го класса.
В ноябре 1918 года вернулся в Германию, вступил в добровольческий батальон и участвовал в подавлении революционных беспорядков в Мангейме, затем служил в Рейхсвере. В 1920 году вместе с полком был переведён в Тюрингию. В 1921 году он взял девичью фамилию своей матери, урождённой Вагнер. В октябре 1923 года был откомандирован в Центральную пехотную школу в Мюнхене, где познакомился с А. Гитлером и Э. Людендорфом.

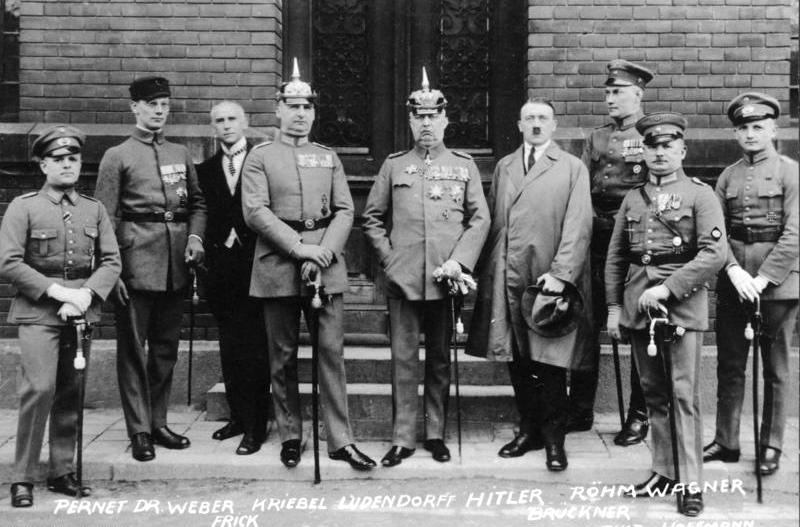
Роберт Генрих Вагнер (крайний справа) рядом с другими обвиняемыми по делу о «Пивном путче» (1924).

Активный участник гитлеровского «Пивного путча» 9 ноября 1923 года (в 1934 году был награждён «Орденом крови»). 1 апреля 1924 года Мюнхенским судом был приговорён к 15 месяцам тюрьмы. Освобождён досрочно с учётом срока проведённого в заключении. 31 мая 1924 года уволен из армии в чине капитана. После освобождения в конце 1924 года вступил в НСДАП (партбилет № 11 540), организовал ортсгруппу в Эбербахе. 25 марта 1925 года был назначен гауляйтером Бадена. С 27 октября 1929 года — член Баденского ландтага. В октябре 1932 года был введён в состав Имперского руководства НСДАП, с декабря 1932 года — заместитель имперского организационного руководителя (рейхсорганизационсляйтера) НСДАП Роберта Лея и начальник Главного управления кадров НСДАП.
С 5 марта 1933 года — депутат Рейхстага от округа Баден. С 11 марта по 5 мая 1933 года — рейхскомиссар и министр-президент Бадена. С 5 мая 1933 года — имперский наместник (рейхсштатгальтер) Бадена. С 1 сентября 1939 года — имперский комиссар обороны. После оккупации германскими войсками Франции 14 июля 1940 года назначен высшим представителем Германии в Эльзасе. Со 2 августа 1940 года — начальник гражданского управления («Chef der Zivilverwaltung») оккупированного Эльзаса. На этом посту проводил активную политику германизации Эльзаса. Одновременно был гауляйтером гау «Баден-Эльзас» («Baden-Elsaß»). 16 ноября 1942 года был назначен имперским комиссаром обороны Бадена. 
При приближении войск союзников 23 ноября 1944 года покинул Страсбург. После окончания войны скрывался под видом прислуги в крестьянском хозяйстве. 29 июля 1945 года сдался американцам и был выдан французским властям. 23 апреля 1946 года предстал перед французским военным судом в Страсбурге и 3 мая за военные преступления в Эльзасе приговорён к смертной казни. Подал апелляцию, которая была отклонена. Расстрелян 14 августа 1946 года.

## Образ в кино
- 2024 — «Фюрер и растлитель[нем.]», режиссёр Йоахим Ланг, в роли Вагнера Роберт Херманс[нем.]

## Награды
- Железный крест 2-го и 1-го класса
- Орден Военных заслуг Карла Фридриха, рыцарский крест
- Орден Церингенского льва, рыцарский крест 2-го класса с мечами
- Крест «За военные заслуги» (Баден)
- Нагрудный знак «За ранение» в черном
- Золотой партийный знак НСДАП (1933)
- Орден Крови (1934)
- Почетный крест ветерана войны с мечами
- Медаль «За выслугу лет в НСДАП» в бронзе, серебре и золоте (25 лет)